# Arkadiusz Wojtas
Arkadiusz Wojtas (Pszczółki, 29 oktober 1977) is een Pools voormalig wielrenner.

## Belangrijkste overwinningen
2000
- 2e etappe Vredeskoers
- 1e etappe Ringerike GP
- Eindklassement Ringerike GP
- 2e etappe Koers van de Olympische Solidariteit
- Eindklassement Koers van de Olympische Solidariteit

2002
- 4e etappe Ronde van Normandië

2004
- Beker van de Subkarpaten